# Damernas individuella mångkamp i rytmisk gymnastik vid olympiska sommarspelen 1984
Damernas individuella mångkamp i rytmisk gymnastik vid olympiska sommarspelen 1984 avgjordes i Los Angeles.

## Medaljörer
| Gren                  | Guld             | Silver                     | Brons                     |
| Damernas individuella | Lori Fung Kanada | Doina Staiculescu Rumänien | Regina Weber Västtyskland |

## Resultat

### Final
| Placering | Gymnast                      | Preliminärtotal | Tunnband | Boll  | Klubbor | Band  | Totalt | Final  |
| --------- | ---------------------------- | --------------- | -------- | ----- | ------- | ----- | ------ | ------ |
|           | Lori Fung (CAN)              | 18,900          | 9,700    | 9,750 | 9,800   | 9,800 | 39,050 | 57,950 |
|           | Doina Stainculescu (ROU)     | 19,250          | 9,700    | 9,900 | 9,800   | 9,250 | 38,650 | 57,900 |
|           | Regina Weber (FRG)           | 18,800          | 9,750    | 9,700 | 9,700   | 9,750 | 38,900 | 57,700 |
| 4         | Alina Dragon (ROU)           | 19,025          | 9,650    | 9,750 | 9,700   | 9,250 | 38,350 | 57,375 |
| 5         | Milena Reljin (YUG)          | 18,900          | 9,450    | 9,650 | 9,550   | 9,700 | 38,350 | 57,250 |
| 6         | Marta Canton (ESP)           | 18,900          | 9,550    | 9,400 | 9,550   | 9,550 | 38,050 | 56,950 |
| 7         | Giulia Staccioli (ITA)       | 18,875          | 9,650    | 9,600 | 9,400   | 9,250 | 37,900 | 56,775 |
| 8         | Hiroko Yamasaki (JPN)        | 18,725          | 9,550    | 9,700 | 9,400   | 9,300 | 37,950 | 56,675 |
| 9         | Marta Bobo (ESP)             | 18,775          | 9,000    | 9,700 | 9,750   | 9,150 | 37,600 | 56,375 |
| 10        | Daniela Simic (YUG)          | 18,725          | 9,500    | 9,400 | 9,300   | 9,400 | 37,600 | 56,325 |
| 11        | Valerie Zimring (USA)        | 18,450          | 9,550    | 9,450 | 9,500   | 9,300 | 37,800 | 56,250 |
| 12        | Claudia Scharmann (FRG)      | 18,600          | 9,500    | 9,400 | 9,500   | 9,250 | 37,650 | 56,250 |
| 13        | Erika Akiyama (JPN)          | 18,350          | 9,450    | 9,350 | 9,400   | 9,500 | 37,700 | 56,050 |
| 14        | Michelle Berube (USA)        | 18,100          | 9,350    | 9,550 | 9,400   | 9,400 | 37,700 | 55,800 |
| 15        | Cristina Cimino (ITA)        | 18,175          | 9,350    | 9,350 | 9,400   | 9,300 | 37,400 | 55,575 |
| 16        | Grazia Verzasconi (SUI)      | 18,200          | 9,300    | 9,250 | 9,100   | 9,250 | 36,900 | 55,100 |
| 17        | Adriane Dunnett (CAN)        | 18,100          | 9,300    | 9,300 | 9,200   | 8,800 | 36,600 | 54,700 |
| 18        | Margarida Carmo (POR)        | 18,125          | 9,150    | 9,150 | 9,150   | 9,000 | 36,450 | 54,575 |
| 19        | Viktoria Bengtsson (SWE)     | 18,025          | 8,950    | 9,000 | 9,150   | 9,350 | 36,450 | 54,475 |
| 20        | Schirin Zorriassateiny (NOR) | 18,050          | 8,950    | 9,250 | 9,400   | 8,650 | 36,250 | 54,300 |